# Cephalipterum
Cephalipterum là một chi thực vật có hoa trong họ Cúc (Asteraceae).

## Loài
Chi Cephalipterum gồm các loài: